# Pesegueiro
Pesegueiro (oficialmente San Miguel de Pexegueiro) es una parroquia española del municipio de Tuy, perteneciente a la provincia de Pontevedra, en la comunidad autónoma de Galicia.

## Toponimia
La parroquia puede aparecer referida con las grafías «Pesegueiro» y «Pexegueiro».

## Historia
Hacia mediados del siglo XIX, la parroquia, ya por entonces perteneciente a Tuy, tenía contabilizada una población de 458 habitantes. Aparece descrita en el duodécimo volumen del Diccionario geográfico-estadístico-histórico de España y sus posesiones de Ultramar de Pascual Madoz con las siguientes palabras:

PESEGUEIRO (San Miguel): felig. en la prov. de Pontevedra (7 1/2 leg.), part. jud., ayunt. y dióc. de Tuy (1). sit. al SO. de la cap. del part., con libre ventilacion y clima templado y sano. Tiene 102 casas en los barrios de Fonteseca, Saides, Souto, Vilanova y Vilapouca. Hay dos escuelas de primeras letras frecuentadas por 35 niños y pagadas por los padres de estos. La igl. parr. (S. Miguel), está servida por un cura de entrada y provision real y ordinaria. Confina N. Malvás; E Areas; S. Sobrado y Piñeiro, y O. Santa Mariá y San Salvador de Tebra. El terreno es arcilloso, siliceo y húmedo: le baña un riach. que nace al O. en la cadena de montes que separa los valles de Tuy y Miñor. Los caminos son transversales y en mediano estado. prod.: trigo, maiz, vino, lino, patatas, legumbres y frutas; hay ganado vacuno, de cerda y lanar; caza de perdices, liebres y conejos. ind.: la agrícola, ganadería, molinos harineros y telares de lienzos ordinarios. pobl.: 109 vec., 458 almas. contr.: con su ayunt. (V.).
(Madoz, 1849, p. 820)

En 2023, tenía empadronados 474 habitantes.